# 킴 웨이언스

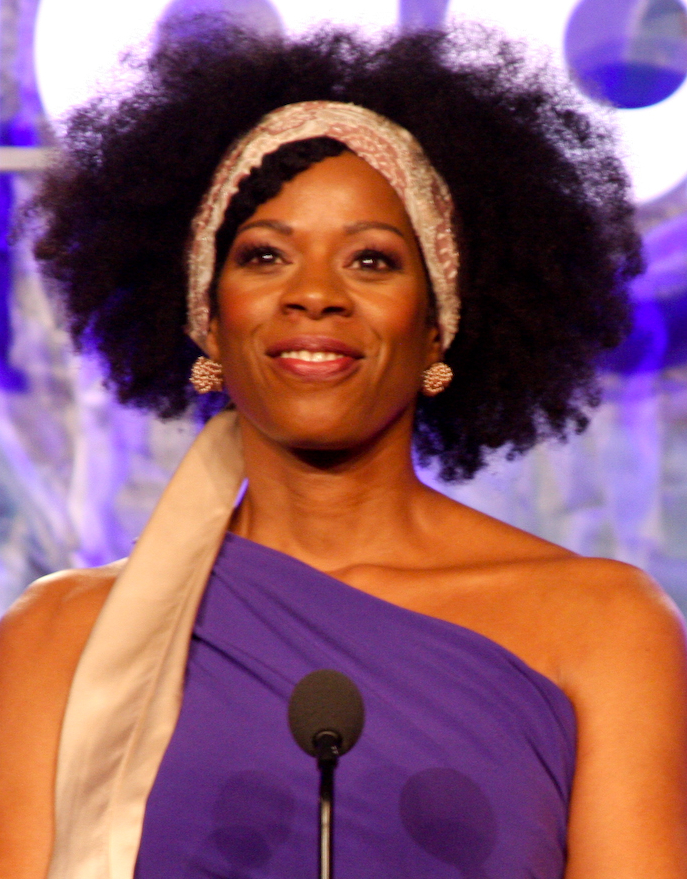

킴 웨이언스(Kim Wayans, 1961년 10월 16일 ~ )는 미국의 배우, 텔레비전 배우, 각본가, 영화배우, 성우, 텔레비전 감독이다.
맨해튼에서 태어났다.

## 영화
- 파리아 (2011년) - 오드리 역
- 댄스 플릭 (2009년)
- 슈팅 히어로 주와나 (2002년)
- 마이 와이프 앤 키즈 (2001년)
- 돈 비 어 메니스 투 사우스 센트럴 와일 드링킹 유어 쥬스 인 더 후드 (1996년)
- 플라운딩 (1994년)
- 은밀한 대화 (1994년)
- 와일드 블랙 (1994년)
- 아임 고너 깃 유 서카 (1988년)